# Montmeyran
Montmeyran est une commune française dans le département de la Drôme, en région Auvergne-Rhône-Alpes.
Ses habitants sont dénommés les Montmeyranais.

## Géographie

### Localisation
Rattachée à la communauté d'agglomération Valence Romans Agglo, la commune est située à 14 km au sud-est de Valence (préfecture du département de la Drôme), à mi-chemin entre Valence et Crest.

### Hydrographie
La commune est arrosée par :
- le ruisseau l'Ecoutay traverse la commune, formé par la réunion, entre les Dinas et les Dorelons, de la Mandré et de la Bionne[1].
- le ruisseau de Guillomont a sa source sur la commune (il se jette dans le Pétochin sur la commune de Montéléger)[1],[2] ;
- le ruisseau de la Rouaille[1].
- le ruisseau de Jalatte (il se jette dans le Pétochin sur la commune de Montéléger)[1],[3] ;
- le ruisseau de Loye qui a sa source sur la commune d'Upie (il devient la rivière le Pétochin en passant sur la commune de Montéléger)[1] ; elle a un cours de 16,9 km ; c'est un affluent de la Véore et sous-affluent du Rhône[4] ;
- le ruisseau du Moulin[1].
- le ravin Alleyron est attesté en 1891[5].

### Climat
Pour des articles plus généraux, voir Climat d'Auvergne-Rhône-Alpes et Climat de la Drôme.
En 2010, le climat de la commune est de type climat méditerranéen altéré, selon une étude du CNRS s'appuyant sur une série de données couvrant la période 1971-2000. En 2020, Météo-France publie une typologie des climats de la France métropolitaine dans laquelle la commune est exposée à un climat de montagne ou de marges de montagne et est dans la région climatique  Moyenne vallée du Rhône, caractérisée par un bon ensoleillement en été (fraction d’insolation > 60 %), une forte amplitude thermique annuelle (4 à 20 °C), un air sec en toutes saisons, orageux en été, des vents forts (mistral), une pluviométrie élevée en automne (250 à 300 mm). 
Pour la période 1971-2000, la température annuelle moyenne est de 12,9 °C, avec une amplitude thermique annuelle de 17,6 °C. Le cumul annuel moyen de précipitations est de 881 mm, avec 7,4 jours de précipitations en janvier et 5 jours en juillet. Pour la période 1991-2020, la température moyenne annuelle observée sur la station météorologique de Météo-France la plus proche, « Étoile », sur la commune d'Étoile-sur-Rhône à 6 km à vol d'oiseau, est de 13,5 °C et le cumul annuel moyen de précipitations est de 904,5 mm,. Pour l'avenir, les paramètres climatiques de la commune estimés pour 2050 selon différents scénarios d'émission de gaz à effet de serre sont consultables sur un site dédié publié par Météo-France en novembre 2022.

## Urbanisme

### Typologie
Au 1er janvier 2024, Montmeyran est catégorisée bourg rural, selon la nouvelle grille communale de densité à 7 niveaux définie par l'Insee en 2022.
Elle appartient à l'unité urbaine de Beaumont-lès-Valence, une agglomération intra-départementale dont elle est ville-centre,. Par ailleurs la commune fait partie de l'aire d'attraction de Valence, dont elle est une commune de la couronne,. Cette aire, qui regroupe 71 communes, est catégorisée dans les aires de 200 000 à moins de 700 000 habitants,.

### Occupation des sols
L'occupation des sols de la commune, telle qu'elle ressort de la base de données européenne d’occupation biophysique des sols Corine Land Cover (CLC), est marquée par l'importance des territoires agricoles (83,5 % en 2018), en diminution par rapport à 1990 (86,1 %). La répartition détaillée en 2018 est la suivante : terres arables (78,5 %), forêts (9,6 %), zones urbanisées (7 %), prairies (4,9 %). L'évolution de l’occupation des sols de la commune et de ses infrastructures peut être observée sur les différentes représentations cartographiques du territoire : la carte de Cassini (XVIIIe siècle), la carte d'état-major (1820-1866) et les cartes ou photos aériennes de l'IGN pour la période actuelle (1950 à aujourd'hui).

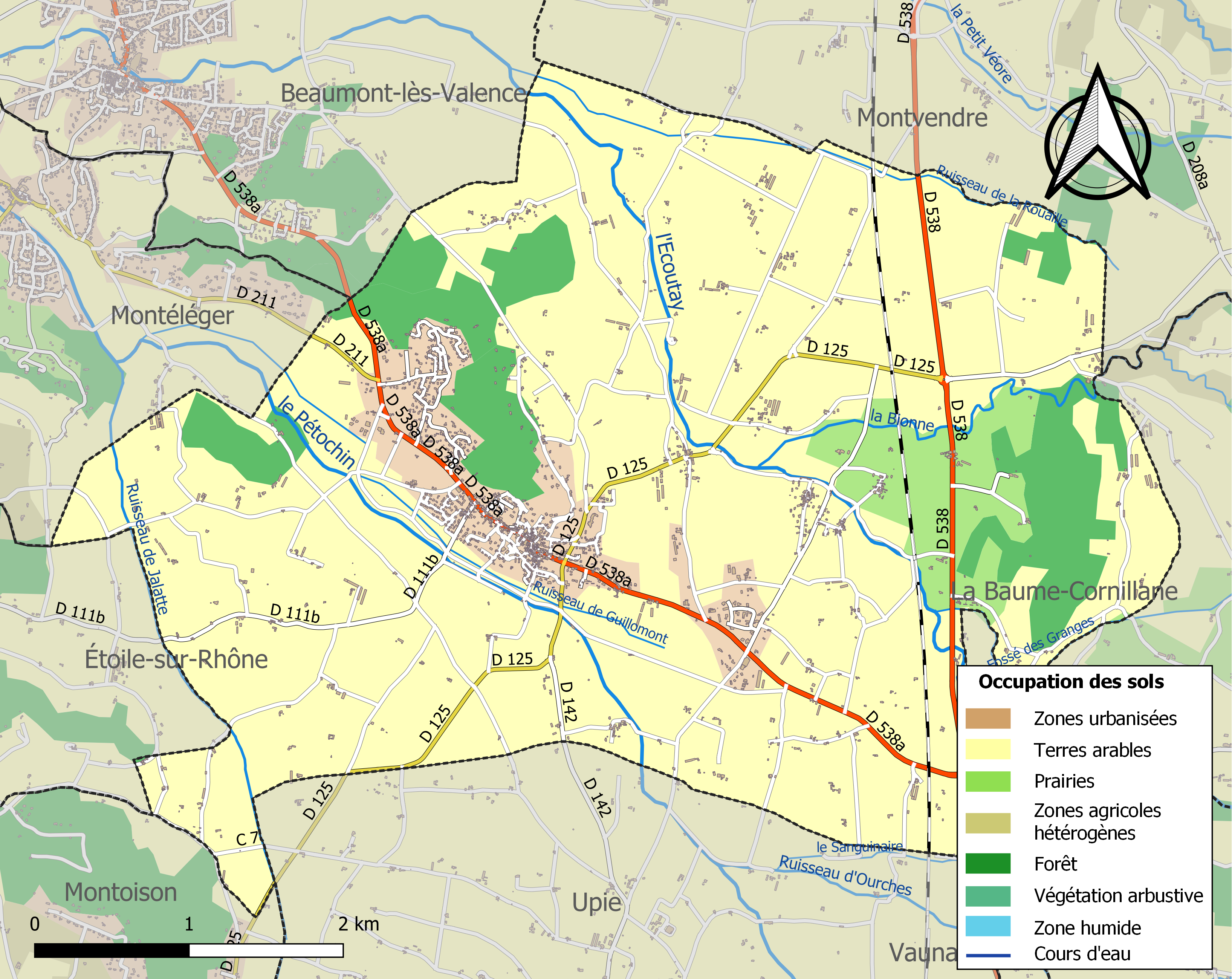
Carte des infrastructures et de l'occupation des sols de la commune en 2018 (CLC).

### Morphologie urbaine

#### Quartiers, hameaux et lieux-dits
Site Géoportail (carte IGN).
- Balthazard
- Barbeloube
- Battevache
- Beaurabuel
- Bernoir
- Bionne
- Blagnat
- Blanchonne
- Chantemerle
- Charlotte
- Charrière
- Châtagne
- Coucouriane
- Daumas
- Gasquet
- Jalatte
- la Chapiane
- la Combe
- Ladevau
- la Paillette
- la Raymondière
- le Blanc
- le Bois Gros
- le Bouligas
- Bourget
- le Bourrelier
- le Colombier
- le Côteau
- le Franconnet
- le Jas
- le Lac
- le Mourayer
- le Rozet
- les Batailles
- les Bâties
- les Chaux
- les Cochettes
- les Couriols
- les Cros
- les Crottes
- les Dinas
- les Dorelons
- les Galands
- les Gardons
- les Genceaux
- les Gonilles
- les Granges
- les Limites
- les Marceaux
- les Masserolles
- les Murats
- les Petiots
- les Plots
- les Préaux
- les Puits
- les Rollands
- les Rorivas
- les Roueries
- les Routes
- les Thibauds
- les Tuillères
- les Vanets
- les Vernes
- les Veyriers
- les Viandons
- les Vergniats
- le Vernet de Jalatte
- Lurette
- Montalivet
- Masson
- Mazal
- Montbrun
- Noyère
- Olivière
- Pélingron
- Perrinet
- Pomet
- Ranchi
- Saint-Amour
- Sanchette

Anciens quartiers, hameaux et lieux-dits :
- Blagnat est un quartier attesté :

en 1430 : crosus de Blanhiaco (terrier de l'évêché de Valence).
en 1483 : in Blanaco (terrier de Beaumont).
au XIXe siècle : jas de Blagnat (Carte d'état-major).
en 1891 : Blagnat : quartier des communes de Montvendre et Montmeyran.
en 2020 : la carte IGN ne le mentionne que sur la commune de Montmeyran

### Voies de communication et transports
- Citéa 25 Valence Gare routière - Montmeyran/le parc.
- 25C Valence Gare routière - Crest Gare
- Transport à la demande (TAD 57 Montmeyran/le parc - Upie village ou La Baume-Cornillane)[réf. nécessaire].

## Toponymie
En occitan, Montmeyran se dit Mount-Meiran en graphie mistralienne et Montmairan en graphie classique[réf. nécessaire].

### Attestations
Dictionnaire topographique du département de la Drôme :
- 1158 : castrum de Montemarrano (Gallia christiana, XVI, 105).
- 1191 : Monmairan (cartulaire de Léoncel, 41).
- 1192 : Monmaira (cartulaire de Léoncel, 45).
- 1263 : Monmeyra (cartulaire de Léoncel, 45).
- 1277 : castrum Montismeyrani (Duchesne, Comtes de Valentinois, 11).
- 1291 : Montmera (choix de documents, 213).
- 1332 : Mons Meranus (Gallia christiana, XVI, 130).
- XIVe siècle : mention du prieuré : prioratus Montis Mayriani (pouillé de Valence).
- 1483 : Montmeyrat (terrier de Beaumont-lès-Valence).
- 1530 : mention de la paroisse : cura Montismeyrani (rôle de décimes).
- 1549 : mention du prieuré : prioratus Montismeyroni (pouillé de Valence).
- 1891 : Montmeyran, commune du canton de Chabeuil.

### Étymologie
La première partie du toponyme provient du latin mons « montagne, mont, élévation » qui peut désigner une simple colline, en pays de plaine.
La deuxième partie dériverait d'un nom latin d'homme Marius avec le suffixe -anum[réf. nécessaire].

Notons que certains historiens situent à Montmeyran le lieu de la victoire du général romain Caius Marius sur les Cimbres.

## Histoire
Pour un article plus général, voir Histoire de la Drôme.

### Préhistoire
Des fouilles ont été faites lors de la construction de la ligne TGV Méditerranée, sur le site de Blagnat : Sylvie Saintot a fouillé une habitation chasséenne, construite en bois comme en témoignaient les trous de poteaux, d'une longueur de 20 mètres sur 12 mètres de large. Sa structure et son orientation nord-sud étaient prévues pour résister au vent du nord, le mistral.

Les archéologues ont identifié un broyon en calcaire, neuf formes de céramique (dont une marmite et six vases), ainsi que trois silex taillés (grattoir et lamelles).

Cette habitation isolée appartenait à un vaste ensemble comme l'attestent les silex jonchant le sol aux alentours. Ce site a pu être daté de la première moitié du IVe millénaire avant notre ère, ce qui correspond au néolithique moyen II.

### Protohistoire
Le territoire relève de la tribu gauloise des Segovellaunes (confédération des Cavares).

### Antiquité: les Gallo-romains
Un lieu est appelé « Champs de bataille ». Il rappelle la victoire du général romain Caius Marius sur les Cimbres.

### Du Moyen Âge à la Révolution
Un prieuré de l'ordre de Saint-Benoît (et de la dépendance de l'abbaye de Saint-Bénigne de Dijon) est fondé au XIIe siècle par les comtes de Valentinois.

Le groupe de moines s'installent à flanc de coteau[réf. nécessaire]. Ce prieuré est à l'origine du village.
Fortifié, le bourg, d'une superficie de trois hectares et demi, sera protégé par une enceinte percée de deux portes : la porte Enjame (à l'ouest) débouchait sur la rue Fontripierre ; la porte des Barry (à l'est) permettait le passage vers les champs de la plaine. Le village comprenait le château, l'église Saint-Blaise, un hôpital et des habitations[réf. nécessaire].
La seigneurie :
- Au point de vue féodal, Montmeyran était une terre (ou seigneurie) du patrimoine des comtes de Valentinois.
- 1416 : elle est inféodée aux Clermont-Montoison.
- Vers 1540 : elle est recouvrée par les comtes de Valentinois.
- 1543 : vendue (sous faculté de rachat) aux Conches. Ces derniers garderont la moitié de cette terre jusqu'en 1574.
- Avant 1574 : la moitié de la terre est rachetée par les comtes de Valentinois et rendue aux Clermont.
- Les Clermont donnent leur moitié aux Cornilhan.
- 1563 : les Cornilhan lèguent leur part aux Alrics.
- 1574 : (aucune information sur la part des Conches).
- 1660 : la terre passe (par mariage) aux Balbes de Berton.
- 1780 : elle est vendue aux Starot de Saint-Germain, derniers seigneurs.

Autre source : Montmeyran avait été léguée à Antoine de Clermont-Montoison. Les seigneurs de Montmeyran furent ensuite, tour à tour, Jean Conches en 1543, Sébastien de Clermont-Tallard en 1574, Balthazar de Dicimieux, Charles Henri des Alrics de Cornillan en 1593, François de Berton de Crillon en 1606 et enfin Joseph Starot de Saint-Germain en 1780[réf. nécessaire].
En 1217, Simon IV de Montfort prend et détruit le château au cours de la croisade des Albigeois[réf. nécessaire].
Au XVIe siècle, une partie des habitants adhèrent à la Réforme. Dès lors, la communauté se partage entre protestants et catholiques. Les premiers se regroupèrent dans les quartiers est : les Dinas, les Rorivas, les Pétiots, tandis que les seconds investissaient le nouveau village situé au pied du serre du Meyran[réf. nécessaire].
L'ancien village fut déserté par les protestants. Il est reconstruit en 1700.
Démographie :
- 1688 : 200 familles.
- 1789 : 315 chefs de famille.

Avant 1790, Montmeyran était une communauté de l'élection et subdélégation de Valence et de la sénéchaussée de Crest.

Elle formait une paroisse du diocèse de Valence, dont l'église, dédiée à saint Genis et ensuite à saint Blaise, était celle d'un prieuré de l'ordre de Saint-Benoît (de la dépendance de l'abbaye de Saint-Bénigne de Dijon) fondé au XIIe siècle par les comtes de Valentinois. Les dîmes appartenaient au prieur du lieu qui présentait à la cure.

### De la Révolution à nos jours
En 1790, la commune fait partie du canton d'Étoile. La réorganisation de l'an VIII (1799-1800) la fait entrer dans celui de Chabeuil.
Au XIXe siècle, un important marché aux chevaux s'implante à Montmeyran, attirant des marchands venant de Provence, du Languedoc et même d'Italie et d'Espagne[réf. nécessaire].

Ce marché participera à l'équipement de l'armée lors de la conquête de l'Algérie[réf. nécessaire].
Sur le plan économique, Montmeyran cultive également le noyer et le ver à soie[réf. nécessaire].
La famille Bachasson avait une propriété sur la commune, le château de Montalivet :
- Jean-Pierre Bachasson, comte de Montalivet se lie d'amitié avec un jeune militaire corse en garnison à Valence, Napoléon Bonaparte. Ce dernier, devenu empereur, veillera à sa carrière. Il lui confiera le poste de ministre de l'Intérieur de 1809 à 1814 ;
- Camille Bachasson, comte de Montalivet, fils du précédent, sera lui aussi ministre de l'Intérieur mais du roi Louis-Philippe sous la monarchie de Juillet.

## Politique et administration

### Administration municipale
Le nombre d'habitants au dernier recensement étant compris entre 2 500 et 3 499, le nombre de membres du conseil municipal est de 23.
À la suite de l'élection municipale de 2020, le conseil municipal est composé du maire, de 5 adjoints, de 17 conseillers municipaux[source insuffisante].

### Liste des maires
| Période                                                                      | Période                       | Identité                               | Étiquette | Qualité        |
| ---------------------------------------------------------------------------- | ----------------------------- | -------------------------------------- | --------- | -------------- |
| Les données manquantes sont à compléter. : de la Révolution au Second Empire |                               |                                        |           |                |
| 1790                                                                         |                               | ?                                      |           |                |
| 1793                                                                         |                               | Jean Pierre Milhan                     |           |                |
| 1796                                                                         |                               | Pierre Louis Néry                      |           |                |
| 1797                                                                         |                               | Charles Ban Dulac                      |           |                |
| 1798                                                                         |                               | Joseph Destret                         |           |                |
| 1798                                                                         |                               | Jean Claude Rolland                    |           |                |
| 1800                                                                         |                               | Charles Ban Dulac                      |           |                |
| 1801                                                                         |                               | Liotard                                |           |                |
| 1803                                                                         |                               | Hipolithe Vallier                      |           |                |
| 1806                                                                         |                               | Antoine Néry Durozet                   |           |                |
| 1808                                                                         |                               | Jean Jacques Faure                     |           |                |
| 1826                                                                         |                               | Marie Pierre Antoine de La Lombardière |           |                |
| 1830                                                                         |                               | Félix Sayn                             |           |                |
| 1831                                                                         |                               | Louis Charles Ducros                   |           |                |
| 1834                                                                         |                               | Michel Augustin Lambert                |           |                |
| 1837                                                                         |                               | Moïse Thibaud                          |           |                |
| 1843                                                                         |                               | François Leydier                       |           |                |
| 1848                                                                         |                               | Moïse Thibaud                          |           |                |
| 1850                                                                         |                               | Jacques Faure                          |           |                |
| 1851                                                                         |                               | François Pomaret                       |           |                |
| 1853                                                                         |                               | François Leydier                       |           |                |
| 1859                                                                         |                               | Jacques Paulin Amoric                  |           |                |
| 1865                                                                         | 1871                          | Félix Faure                            |           |                |
| Les données manquantes sont à compléter. : depuis la fin du Second Empire    |                               |                                        |           |                |
| 1871                                                                         | 1874                          | Félix Faure                            |           | maire sortant  |
| 1874                                                                         | 1878                          | Jean Antoine Trouilhat                 |           |                |
| 1878                                                                         | 1884                          | Félix Faure                            |           |                |
| 1884                                                                         | 1888                          | Jean Antoine Trouilhat                 |           |                |
| 1888                                                                         | 1892                          | Frédéric Gencel                        |           |                |
| 1892                                                                         | 1896                          | Jean Antoine Trouilhat                 |           |                |
| 1896                                                                         | 1900                          | Elie Arnoux                            |           |                |
| 1900                                                                         | 1904                          | Elie Arnoux                            |           | maire sortant  |
| 1904                                                                         | 1908                          | Frédéric Gencel                        |           |                |
| 1908                                                                         | 1912                          | Edouard Romieux                        |           |                |
| 1912                                                                         | 1919                          | Elie Richard                           |           |                |
| 1919                                                                         | 1925                          | Louis Coupier                          |           |                |
| 1925                                                                         | 1943                          | Maurice Pollet                         |           |                |
| 1929                                                                         | 1935                          | Maurice Pollet                         |           | maire sortant  |
| 1935                                                                         | 1943                          | Maurice Pollet                         |           | maire sortant  |
| 1943 (élection ?                                                             | 1944                          | Auguste Prunier                        |           |                |
| 1944 (élection ?                                                             | 1947                          | Marcel Nivière                         |           |                |
| 1947                                                                         | 1949                          | Louis Oullier                          |           |                |
| 1949 (élection ?                                                             | 1950                          | Clément Lafayette                      |           |                |
| 1950 (élection ?                                                             | 1953                          | Georges Brun                           |           |                |
| 1953                                                                         | 1959                          | ?                                      |           |                |
| 1959                                                                         | 1965                          | Henri Dejours                          |           |                |
| 1965                                                                         | 1977                          | Roger Marty                            |           |                |
| 1977                                                                         | 1983                          | Martial Bretouze                       |           |                |
| 1983                                                                         | 1989                          | Jean Marie Gorce                       |           |                |
| 1989                                                                         | 1995                          | Jean Marie Gorce                       |           | maire sortante |
| 1995                                                                         | 1999                          | Hubert Guillaume                       |           |                |
| 1999 (élection ?                                                             | 2001                          | Bernard Brunet                         | DVG       | fonctionnaire  |
| 2001                                                                         | 2008                          | Bernard Brunet                         |           | maire sortant  |
| 2008                                                                         | 2014                          | Bernard Brunet                         |           | maire sortant  |
| 2014                                                                         | 2020                          | Bernard Brunet                         |           | maire sortant  |
| 2020                                                                         | En cours (au 19 février 2021) | Olivier Rochas[source insuffisante]    |           |                |

## Population et société

### Démographie
L'évolution du nombre d'habitants est connue à travers les recensements de la population effectués dans la commune depuis 1793. Pour les communes de moins de 10 000 habitants, une enquête de recensement portant sur toute la population est réalisée tous les cinq ans, les populations de référence des années intermédiaires étant quant à elles estimées par interpolation ou extrapolation. Pour la commune, le premier recensement exhaustif entrant dans le cadre du nouveau dispositif a été réalisé en 2005.

En 2022, la commune comptait 2 964 habitants, en évolution de +3,02 % par rapport à 2016 (Drôme : +2,64 %, France hors Mayotte : +2,11 %).
| 1793  | 1800  | 1806  | 1821  | 1831  | 1836  | 1841  | 1846  | 1851  |
| ----- | ----- | ----- | ----- | ----- | ----- | ----- | ----- | ----- |
| 1 367 | 1 399 | 1 376 | 1 614 | 1 842 | 1 823 | 1 934 | 2 063 | 2 127 |

| 1856  | 1861  | 1866  | 1872  | 1876  | 1881  | 1886  | 1891  | 1896  |
| ----- | ----- | ----- | ----- | ----- | ----- | ----- | ----- | ----- |
| 2 199 | 2 184 | 2 087 | 2 145 | 2 116 | 2 017 | 1 848 | 1 836 | 1 796 |

| 1901  | 1906  | 1911  | 1921  | 1926  | 1931  | 1936  | 1946  | 1954  |
| ----- | ----- | ----- | ----- | ----- | ----- | ----- | ----- | ----- |
| 1 758 | 1 854 | 1 779 | 1 587 | 1 618 | 1 431 | 1 487 | 1 324 | 1 332 |

| 1962  | 1968  | 1975  | 1982  | 1990  | 1999  | 2005  | 2006  | 2010  |
| ----- | ----- | ----- | ----- | ----- | ----- | ----- | ----- | ----- |
| 1 378 | 1 433 | 1 550 | 2 008 | 2 360 | 2 680 | 2 718 | 2 762 | 2 859 |

| 2015  | 2020  | 2022  | - | - | - | - | - | - |
| ----- | ----- | ----- | - | - | - | - | - | - |
| 2 866 | 2 955 | 2 964 | - | - | - | - | - | - |

### Enseignement
Montmeyran dépend de l'académie de Grenoble. Les élèves commencent leurs études sur la commune, qui comptent deux écoles maternelles et deux écoles primaires. Ils poursuivent au collège Jean Macé de Portes-lès-Valence[réf. nécessaire].

### Santé
Plusieurs professionnels de santé sont installés sur la commune.

Les hôpitaux les plus proches sont à Crest, Montéléger et Valence.

### Manifestations culturelles et festivités
- Fête communale : le deuxième dimanche de février[21].
- Fête patronale : le deuxième dimanche de septembre[21].

### Sports
- Cyclocross[21].

### Médias
Le territoire de la commune se situe dans l'aire de diffusion de plusieurs médias :
- Presse écrite
  - Le Dauphiné libéré, quotidien régional qui consacre, chaque jour, y compris le dimanche, dans son édition de « Romans et Drôme des collines » un ou plusieurs articles à l'actualité du canton et de la commune, ainsi que des informations sur les éventuelles manifestations locales, les travaux routiers, et autres événements divers à caractère local.
  - L'Agriculture Drômoise, journal d'informations agricoles et rurales, couvre l'ensemble du département de la Drôme.
  - Drôme Hebdo (ancien Peuple Libre), hebdomadaire chrétien d'informations.
- Presse audio-visuelle
  - Ici Drôme Ardèche est une radio publique diffusée sur tout le territoire du département de la Drome.

### Cultes

#### Catholicisme
La communauté catholique et l'église de Chabeuil (propriété de la commune) sont rattachées à la Paroisse Saint Martin de la Plaine de Valence (communauté des portes du Vercors), elle même rattachée au diocèse de Valence.

#### Protestantisme
La paroisse protestante de Montmeyran a bénéficié du ministère d'un pasteur depuis 1593. Toutefois ce n'est que depuis 1842 qu'y réside un pasteur titulaire[réf. nécessaire] :
Église évangélique protestante des Préaux
Installée depuis près de 130 ans, elle est installée dans la maison Les Préaux.

## Économie

### Agriculture
En 1992 : céréales, fruits, volailles.
- Coopérative agricole[21].
- Marché : le mardi[21].
- Marché aux fruits et légumes (de mai à septembre) : l'après-midi, les lundi, mercredi, vendredi[21].

### Commerce et artisanat
- Commerces alimentaires (boucherie, boulangerie, etc.) et de services (presse, coiffeur, banques, etc.)[réf. nécessaire]

Quatre restaurants se sont installés sur la commune[réf. nécessaire].
Activité artisanale.

### Tourisme
- L'hébergement est assuré par trois gîtes ruraux[réf. nécessaire].

## Culture locale et patrimoine

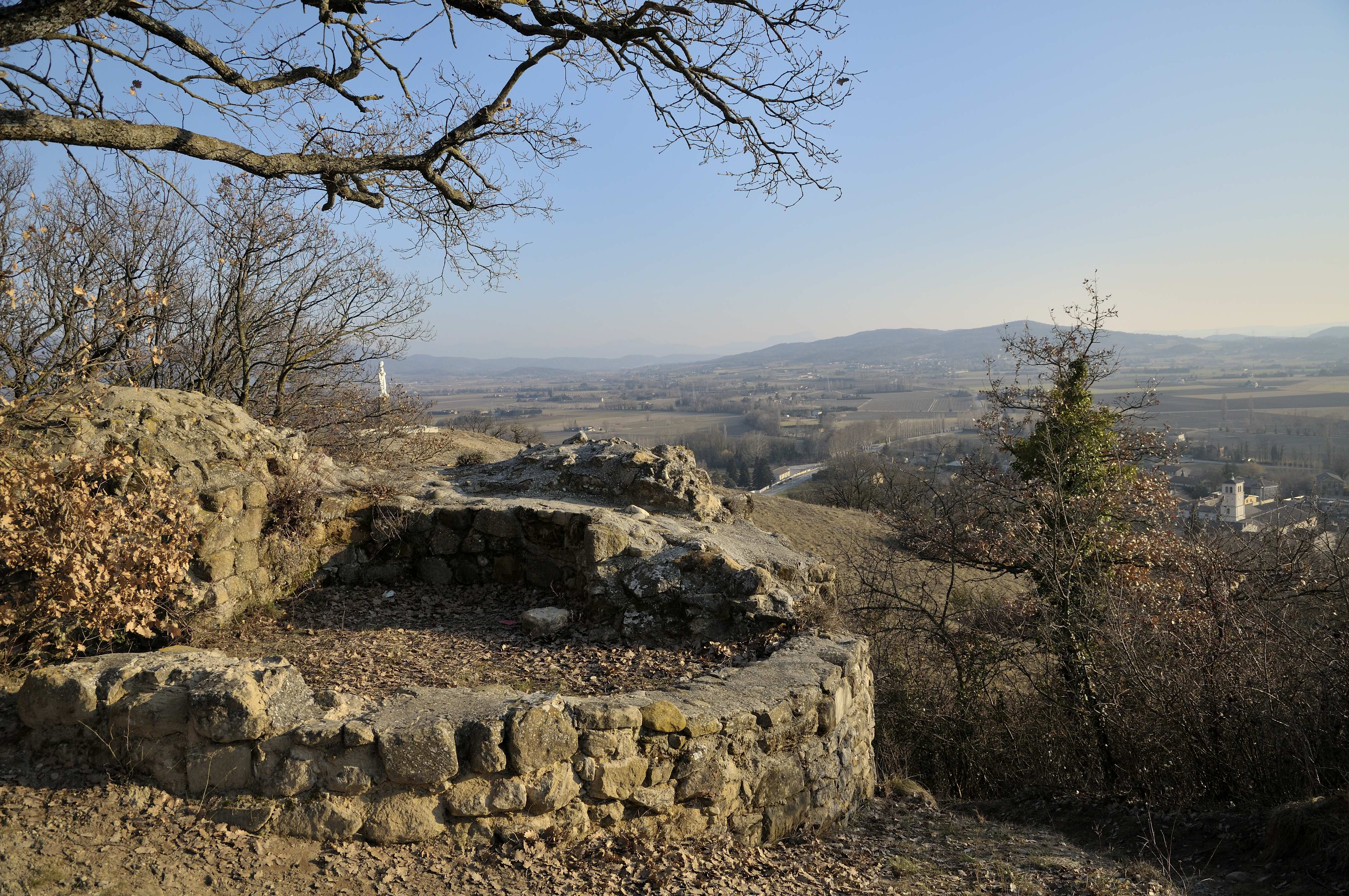
Base d'une tour du château féodal.

### Lieux et monuments
- Ruines du château : tour[21].

Ruines du château du XVe siècle, plusieurs tours sur les coteaux[réf. nécessaire].
- Église Saint-Blaise de Montmeyran du XVIIIe siècle[21].
- Château de Montalivet : il a été construit au XIXe siècle en remplacement d'un pavillon de chasse du XVIIe siècle de style Louis XIII, avec un corps de logis en équerre de deux étages. Possession de monsieur Bachasson, seigneur de Montalivet, il est toujours dans la famille[25].

### Personnalités liées à la commune
- Maison de Crillon : seigneurs de Montmeyran de 1606 à 1780.
- Joseph Starot de Saint-Germain (1729-1794) : fermier général, propriétaire du château de Montmeyran.
- Mathilde Cini (1994-) : championne de natation, y a grandi[réf. nécessaire].

### Héraldique, logotype et devise
|  | Montmeyran possède des armoiries dont l'origine et le blasonnement exact ne sont pas disponibles. |